# Documentos de Afganistán
Los Documentos de Afganistán son un conjunto de entrevistas relacionadas con la guerra en Afganistán realizadas por el ejército de los Estados Unidos y preparadas por el Inspector General Especial para la Reconstrucción de Afganistán, que fue publicado por The Washington Post en 2019 tras una solicitud de la Ley de libertad de información. Los documentos revelan que los funcionarios de alto rango generalmente sostenían la opinión de que la guerra era imposible de ganar, pero mantenían esta opinión oculta al público. Debido a la dificultad de crear métricas objetivas para demostrar el éxito, la información fue manipulada mientras duró el conflicto. La presentadora de NPR Lulu García-Navarro, comparando los documentos con los Documentos del Pentágono, destacó la revelación de lo que constituía "esfuerzos explícitos y sostenidos... para engañar deliberadamente al público".

## Informe inicial enThe Washington Post
El artículo inicial derivado de estos artículos, titulado "En guerra con la verdad", fue publicado por el reportero de The Washington Post Craig Whitlock el 9 de diciembre de 2019. Poco después, numerosas publicaciones se basaron en los escritos de Whitlock.
En una de las entrevistas, que se llevaron a cabo a través del Programa de Lecciones Aprendidas de la agencia, un funcionario estimó que el 40% de la ayuda fantasma en Afganistán desde 2001 terminó en los bolsillos de funcionarios corruptos, señores de la guerra, criminales e insurgentes. Ryan Crocker, ex embajador en Afganistán e Irak, dijo a los investigadores en una entrevista de 2016: "No se pueden poner esas cantidades de dinero en un Estado y una sociedad muy frágiles y que esto no fomenten la corrupción".

## Reacciones de los funcionarios públicos
Debido a la naturaleza del contenido de los "Documentos de Afganistán", numerosos funcionarios públicos comentaron sobre su contenido en los días posteriores al artículo inicial de Whitlock. La siguiente es solo una muestra de lo dicho por algunos políticos:
Senador Rand Paul (R–KY): "Creo que nuestros hombres y mujeres jóvenes que enviamos a la guerra, los mejores y más brillantes, merecen algo mejor. Merecen una exposición abierta de cuál es la misión. Llevo varios años diciendo que no puedo encontrarme con un general en ninguna parte que pueda decirme realmente cuál es la misión que estamos tratando de cumplir en Afganistán".
Senador Kirsten Gillibrand (D–NY): "Todos leímos hoy el impactante reportaje del Washington Post, que sugiere que funcionarios del gobierno, potencialmente incluyendo a militares, han engañado al público estadounidense sobre la guerra en Afganistán. Estoy escribiendo para solicitar audiencias que aborden estas revelaciones profundamente preocupantes sobre la guerra en Afganistán”.
Diputada Tulsi Gabbard (D–HI) dijo que había presentado legislación para una investigación en el Congreso sobre "la mentira y el despilfarro del dinero de los contribuyentes" y las vidas de los miembros del servicio estadounidense. Acusó al complejo militar-industrial, a los contratistas del gobierno y a las empresas de consultoría de beneficiarse de "una estafa que estafó a los contribuyentes estadounidenses más de un billón de dólares desde los 11 de septiembre sólo en Afganistán". Gabbard reiteró su petición de traer a casa tropas estadounidenses desde Afganistán.
Former Vicepresidente (y posterior  Presidente de los Estados Unidos) Joe Biden se distanció de la política de guerra afgana de Barack Obama, diciendo: "Soy el tipo que desde el principio argumentó que fue un gran, gran error enviar fuerzas a Afganistán."

## Resurgimiento en 2021
Los documentos volvieron a ser objeto de discusión después de la Ofensiva de verano 2021 de los talibanes y la caída de Kabul. Se pusieron en duda los debates sobre la eficiencia de los esfuerzos de construcción del Estado de Estados Unidos, contrastando lo que las fuerzas estadounidenses revelaron y pensaron originalmente con lo que realmente ocurrió. Funcionarios y líderes estadounidenses como el presidente Joe Biden fueron duramente criticados por sus acciones durante la retirada y la narrativa pública que se contó a lo largo de agosto y septiembre de 2021.
Posteriormente, Craig Whitlock editó extractos de los artículos en un marco narrativo en un libro llamado Los papeles de Afganistán, Historia secreta de la guerra, de Simon & Schuster.

## Otras lecturas
- Whitlock, Craig (2021). The Afghanistan Papers: A Secret History of the War. New York: Simon & Schuster (publicado el August 31, 2021). ISBN 978-1-9821-5900-9.